# Bet You Wanna
«Bet You Wanna» — песня, записанная южнокорейской женской группой Blackpink при участии американской рэперши Карди Би. Она была выпущена 2 октября 2020 года на лейблах YG и Interscope Records как часть дебютного корейскоязычного студийного альбома группы The Album. Песня должна была быть отправлена на американские радиостанции 10 ноября 2020 года в качестве четвёртого сингла с альбома, но в итоге этого сделано не было. Трек был написан Карди Б, Джонатаном Дескартесом, Мелани Фонтаной, Райаном Теддером, Стивеном Фрэнксом, Тедди Парком, Томми Брауном, Тораре Карром, а также спродюсирован Фрэнксом и Парком.
«Bet You Wanna» дебютировала в чартах нескольких стран, включая Австралию, Канаду, Ирландию, Японию, Малайзию, Португалию, Шотландию, Сингапур, Южную Корею и Великобританию. Хотя она не вошла в американский Billboard Hot 100, она дебютировала на первом месте в чарте Bubbling Under Hot 100.

## Чарты
| Чарт (2020)                                | Высшая позиция |
| ------------------------------------------ | -------------- |
| Австралия (ARIA)                           | 42             |
| Бельгия/Валлония (Ultratip Bubbling Under) | 32             |
| Великобритания (OCC UK Singles)            | 62             |
| Мир (Billboard Global 200)                 | 25             |
| Ирландия (IRMA)                            | 43             |
| Канада (Billboard Canadian Hot 100)        | 58             |
| Малайзия (RIM)                             | 4              |
| Новая Зеландия (RMNZ Hot Singles)          | 4              |
| Португалия (AFP)                           | 45             |
| Республика Корея (Gaon)                    | 34             |
| Республика Корея (K-pop Hot 100)           | 14             |
| Сингапур (RIAS)                            | 4              |
| США (Billboard Bubbling Under Hot 100)     | 1              |
| Шотландия (OCC Scotland)                   | 94             |
| Япония (Japan Hot 100)                     | 99             |